# Sal Rei
Sal Rei è un centro abitato di Capo Verde, situato sull'isola di Boa Vista.